# Georg Christian Füchsel
Georg Christian Füchsel (* 14 février 1722 Ilmenau; † 20 juin 1773 Rudolstadt) est un géologue allemand du XVIIIe siècle.

## Biographie
Füchsel est un des fondateurs de la stratigraphie. Il était un partisan de l'uniformitarisme.
Füchsel a dessiné en 1762 la première carte géologique d'une région allemande (la Thuringe). Il a également été le premier à utiliser le concept de Muschelkalk, avec l'orthographe „Muschelkalch“.

## Sources
- (de) Cet article est partiellement ou en totalité issu de l’article de Wikipédia en allemand intitulé « Georg Christian Füchsel » (voir la liste des auteurs).